# Norbert Höchtlen
Norbert Höchtlen (* 1. September 1945 in München; † 22. Juli 2012 ebenda) war ein deutscher Grafiker und Autor. Er gestaltete neben Kinderbüchern unter anderem zwei Briefmarken für die Deutsche Bundespost.

## Leben und Werk
Nach einer Lehre zum Restaurator studierte Höchtlen Grafik-Design an der Akademie für das Grafische Gewerbe München. 
1973 entstanden erste Kinderbucharbeiten für das von Hans-Joachim Gelberg im Verlag Beltz und Gelberg herausgegebene zweite Jahrbuch der Jahrbuch der Kinderliteratur „Am Montag fängt die Woche an“. In der Folge erschienen in der Beltz und Gelberg-Reihe „Bilderbuch“ Höchtlens Bücher „Kaugummi“ (1974) und „Eselsohren“ (1975). Die beiden größtenteils in schwarz-weiß gehaltenen Bücher bestehen aus Fotos, Collagen, lustigen Gedichten, Witzen, Kalauern und kurzen, betont einfach gezeichneten Comics. Von Verlagsseite wurden Höchtlens Arbeiten zum Beispiel als "Gesichtspunkte", "Ideenkaugummis" und "Aha-Bilder" bezeichnet. Auch zu den meisten der weiteren Jahrbücher von Beltz und Gelberg machte Höchtlen jeweils kleine Beiträge. In der fortlaufenden Reihe „Comic-Alltag“ etwa ließ er bekannte Comic-Figuren von Superman über Donald Duck bis Asterix per Collage-Technik mit selbst getexteten Sprechblasen auf skurrile Weise Alltags-Situationen erleben.
1975 erschien in Zusammenarbeit mit Eleonore Orterer, Höchtlens späterer Ehefrau, das Buch „Die quietschvergnügte Straßenbahn“ mit einer Reihe von schwarz-weißen Fehlerbildern.
1994 setzte die Deutsche Bundespost einen Entwurf Höchtlens für eine Briefmarke zum Internationalen Jahr der Familie um, 1998 folgte die von Höchtlen gestaltete Sondermarke zum Internationalen Mathematikerkongress.
2012 starb Höchtlen nach schwerer Krankheit in München.
2015 wurde ein von Höchtlen gestaltetes Motiv für den Frühlingsfestjahreskrug des Münchner Frühlingsfestes ausgewählt. Erst anschließend wurde der Jury bekannt, dass Höchtlen bereits nicht mehr lebte. Es hieß dazu, mit der posthumen Einreichung des Entwurfes habe man dem Engagement des Münchners gedenken wollen.

## Bibliographie

### Eigene Bücher
- 1974: Kaugummi, Beltz & Gelberg, Bilderbuch Nr. 9
- 1975: Eselsohren, Beltz & Gelberg, Bilderbuch Nr. 18
- 1975: Die quietschvergnügte Straßenbahn, Verlag Heinrich Ellermann, mit Eleonore Orterer
- 1993: Lese-Lexikon: Schmökern – Nachschlagen – Weiterdenken, Verlag Heinrich Ellermann, mit Rosemarie Wildermuth

### Beiträge zu Anthologien
- 1973–1999: Beiträge zu den Jahrbüchern der Kinderliteratur in den Nummern 2, 3, 4, 6, 7, 8 und 10, Hans-Joachim Gelberg, Beltz und Gelberg
- 1976: In allen Häusern, wo Kinder sind, wird erzählt, gespielt, gebastelt, gefeiert, Ulrike Lentz-Penzoldt, Verlag Heinrich Ellermann
- 1994: Der kunterbunte Ferienkoffer, Dorothée Kreusch-Jacob, Verlag Heinrich Ellermann[4]
- 2019: Lyrik-Comics: Gedichte Bilder Klänge für Kinder in den besten Jahren, Stefanie Schweizer, Beltz und Gelberg[5]

## Briefmarken

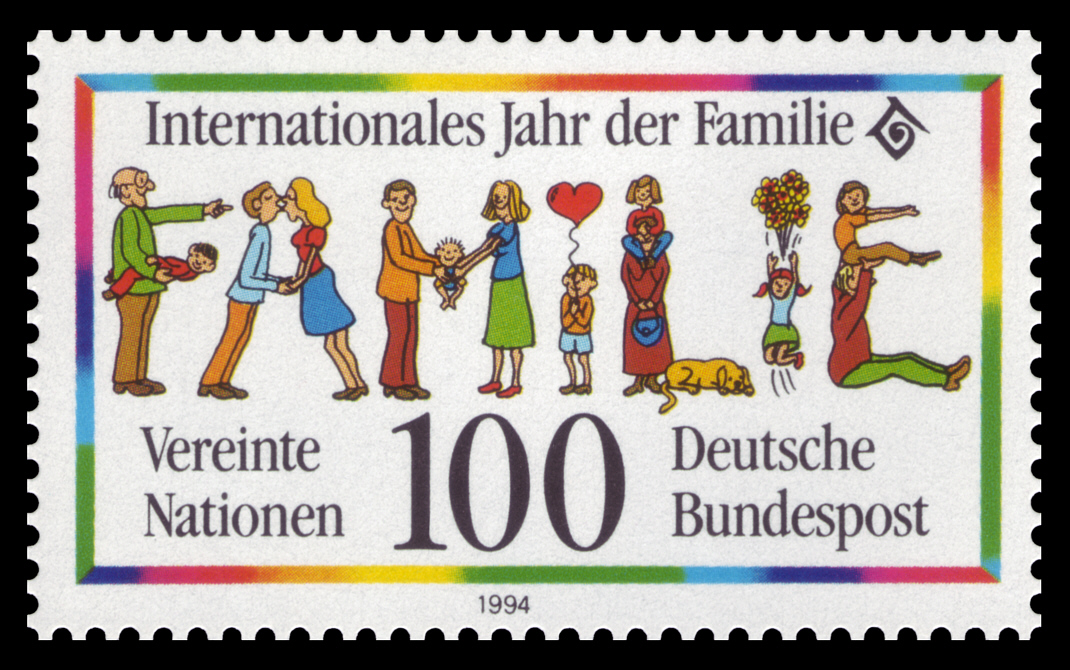
1994, Internationales Jahr der Familie
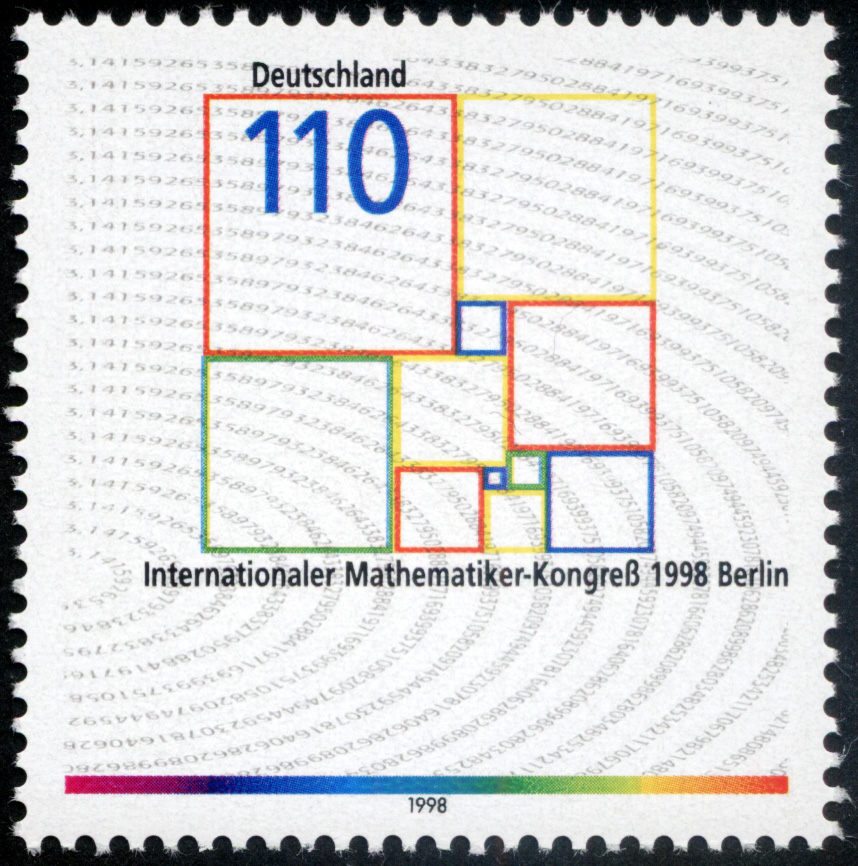
1998, Internationaler Mathematikerkongress

## Auszeichnungen
- 1974: Preisträger im Wettbewerb Die schönsten deutschen Bücher mit dem Bilderbuch Kaugummi[6]
- 1975: Preisträger im Wettbewerb Die schönsten deutschen Bücher mit dem Bilderbuch Eselsohren[7]

## Links
- Ein Portraitfoto von Nobert Höchtlen: https://forum.bund-forum.de/download/file.php?id=62798